# Тенесин
Тенесин (Ts) супертешки је синтетички хемијски елемент са атомским бројем 117. Његов садашњи назив је признат од стране IUPAC-а.  Његово раније име било је унунсептиј. Елемент су синтетисали руски и амерички научници који раде у „Обједињеном институту за нуклеарно истраживање” у руском градићу Дубна. Шест атома овог елемента је откривено током 2009. и 2010. године у заједничком руско-америчком експерименту у руском граду Дубни, Московска област. Иако је тренутно уврштен у периодни систем елемената као најтежи члан породице халогених елемената, нема научне потврде да ће хемијске особине тенесина одговарати особинама лакших халогених елемената попут хлора и јода, а теоретске анализе дају претпоставку да би могло бити значајних разлика међу њима.
Тенесин би се могао налази у близини такозваног „острва стабилности”, претпостављеног концепта којим се покушава објаснити зашто су неки од супертешких елемената стабилнији у односу на општи тренд смањења стабилности за елементе који следе након бизмута у периодном систему елемената. Синтетизовани атоми тенесина имају „животни век” (време полураспада) од десет до стотину милисекунди. У периодном систему елемената, за тенесин се очекује да буде члан 17. групе, у којој су сви други чланови халогени елементи. Међутим, претпоставља се да би неке од његових особина могле бити значајно другачије од особина халогених елемената због релативистичких ефеката. Као резултат тога, за тенесин се очекује да би могао бити волатилан метал који не гради ањоне нити има висока оксидацијска стања. Упркос тога, за неке од основних особина, попут његове тачке топљења и кључања те прве енергије јонизације, очекује се да ће следити периодне трендове халогених елемената.

## Историја

### Откриће
У јануару 2010. године, научници у Флеровој лабораторији за нуклеарне реакције су интерно објавили да су успели да детектују радиоактивни распад новог елемента са атомским бројем 117 помоћу реакција:
Само је шест атома синтетисано од два суседна изотопа, ни један од њих се није распао на познате изотопе лакших елемената. Своје откриће објавили су 9. априла 2010. у журналу Physical Review Letters. Потврда постојања овог елемента објављена је 2. маја 2014. године, када је група научника у ГСИ Хелмхолц центру за проучавање тешких јона у Дармштату, Немачка, заједно са елементом 117 открила и неке нове изотопе попут 266.

### Етимологија
Након открића, елементу је најпре додељено систематско име унунсептијум (уз одговарајући хемијски симбол Uus), што је изведено из лат. unum „један” и лат. septem „седам”, што одговара његовом атомском броју 117. Такође је био познат и као ека-астат, што представља Мендељејев начин именовања неоткривених елемената, изведено из санскрта eka „један” и astat, што је засновано на његовом месту у периодном систему „једно место испод астата”.
Дана 30. децембра 2015. IUPAC је званично обзнанио откриће елемента 117, те част открића и право његовог именовања доделио радној групи научника окупљеној око Здруженог института за нуклеарна истраживања у Дубни, Русија; Националне лабораторије Ловренс Ливермор из Калифорније и Националне лабораторије Оук Риџ из Тенесија, САД. Касније, 8. јуна 2016. IUPAC је објавио да су његови проналазачи предложили назив тенесин (Ts, према имену америчке савезне државе Тенеси, где је седиште лабораторије Оук Риџ), а рок за жалбе истекао је 8. новембра исте године. Коначни и трајни назив за елемент 117 објављен је 30. новембра 2016. године.

## Особине
Два до данас позната изотопа тенесина, 293 и 294Ts, имају исувише кратка времена полураспада која онемогућавају провођење хемијских експеримената у вези елемента. Упркос томе, многе хемијске и физичке особине тенесина су предвиђене рачунски. За разлику од претходних, лакших елемената из 17. групе, тенесин вероватно неће исказивати хемијске особине карактеристичне за халогене. На пример, флуор, хлор, бром и јод „рутински” прихватају електрон чиме постижу стабилну електронску конфигурацију племенитог гаса, имајући осам електрона (правило октета) у својој валентној љусци уместо почетних седам. Ова способност слаби повећањем атомске тежине и силазећи низ 17. групу ПСЕ. За тенесин се предвиђа да би могао бити елемент 17. групе са најслабијом способношћу примања електрона. Од оксидационих стања за која се превиђа да би он могао градити, за стање −1 се предвиђа да би могло бити најмање стабилно и доста неуобичајено. Стандардни редукциони потенцијал пара Ts/Ts−, према предвиђањима, могао бити имати вредност −0,25 . Ова вредност је негативна те се тенесин не би могао редуковати до оксидационог стања −1 под стандардним условима температуре и притиска, што је разлика у односу на све претходне халогене елементе.
Тачке топљења и кључања тенесина нису познате. Ранији радови предвиђали се да би оне могле износити  око 350–500 ° и 550 °, или 350–550 ° и 610 °. Ове вредности биле су више него оне код астата и осталих лакших халогена, чиме се заправо следе периодни трендови. Каснији радови су предвиђали да се тачка кључања тенесина креће око 345 ° (код астата она је процењена на 309 °, 337 °, или 370 °, мада су неки истраживачи објавили да су експериментално измерили вредности од 230 ° и 411 °). За густину тенесина се очекује да износи отприлике између 7,1 и 7,3 −3, чиме се такође наставља тренд пораста густина дуж халогених елемената; пошто се густина астата процењује на око 6,2 до 6,5 −3.